# Скандинавська міфологія

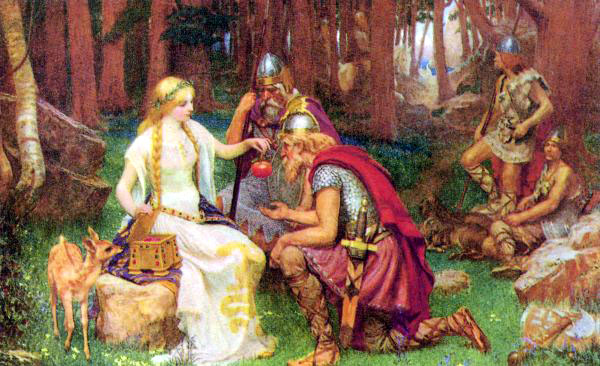
Ідунн та яблука молодості

Скандинавська міфологія, особливо в Західній Європі, є однією з найвідоміших міфологій, поряд з грецькою, римською, єгипетською та германською міфологією. Скандинавська міфологія є частиною останньої; вона значною мірою поділяє тих самих богів і героїв. Однак вона вважається провідним прикладом для всієї давнішої міфології північної частини Європи (на відміну від романізованої південної частини). Для цього є дві причини:
- вона протистояла християнізації на кілька сотень років довше: християнізація Скандинавії відбулася лише у XII столітті (наприклад, нинішні Нідерланди були християнізовані ще у VIII—IX століттях);
- до наших часів дійшли найповніші тексти (наприклад, Старша та Молодша Едди), аналогів яких з інших регіонів північної Європи не збереглось.

Вплив цієї міфології все ще помітний у більшості сусідніх зі Скандинавією регіонах, зокрема в балто—слов'янській міфології. Ми асоціюємо скандинавську міфологію з норвежцями або вікінгами, колишніми мешканцями скандинавських країн, але міфи та саги існували задовго до них і частково прийшли з сусідніх країн, таких як сучасна Німеччина. На думку таких авторів, як Ян де Вріс, існують навіть індоєвропейські сліди та паралелі з елементами індійської міфології в цій дуже давній традиції усного оповідання, яка зрештою була частково записана в «Едді». Деякі історики припускають, що це можна простежити до ще давнішої індоєвропейської міфології.

## Історія дослідження
Поль-Анрі Малле (фр. Paul Henri Mallet) у своїй праці «Пам'ятки кельтської і особливо давньої скандинавської міфології та поезії» (фр. Monuments de la mythologie et de la poésie des Celtes et particulièrement des anciens Scandinaves) (1756) вперше опублікував переклади «Едд». Першими науковими дослідженнями германської міфології були «Німецька міфологія» (нім. Deutsche Mythologie) (1835) Якоба Грімма та «Міф про Тора» (нім. Der Mythus von Tho) (1836) Людвіга Уланда. Робота Грімма мала найбільший вплив, і відтоді дослідження германської міфології продовжується. Він прагнув зосередитися переважно на міфології континентальних германців, але не міг нехтувати скандинавськими текстами, і його праця залишається однією з найповніших презентацій германської міфологічної літератури та фольклору, хоча вона не включає археологічні матеріали.
У другій половині 19 століття виникла школа порівняльної міфології на чолі з Елвіном Бойдом Куном та Максом Мюллером. Ця школа намагалася реконструювати індогерманську та прагерманську релігію, але вона була схильна до поспішних висновків. За цим рушили дослідження сучасних традиційних звичаїв для інтерпретації германської міфології, зокрема, праця Вільгельма Маннгардта «Wald- und Feldkulte» (1875). Ці інтерпретації продовжувалися до середини XX століття, включаючи роботу Джеймса Джорджа Фрейзера «Золота гілка» (1911-1935).
Наприкінці XIX століття цією міфологією зацікавились і філологи. Софус Бугге заперечував скандинавські міфи, вважаючи їх виключно християнськими та класичними. Хоча більшість його теорій сьогодні вже не приймаються, він започаткував критичне вивчення міфологічних текстів, яке тривало протягом усього XX століття. Ежен Могк (фр. Eugène Mogk) ставив під сумнів достовірність «Едди» Сноррі, вважаючи, що більшість міфів, викладених у ній, є вигадками автора. Хоча ці зауваження все ще актуальні в тому сенсі, що «Едда» дійсно є насамперед літературним твором, Сноррі все ще вважається серйозним упорядником, який загалом заслуговує на довіру.
У XX столітті Магнус Ольсен (нім. Magnus Olsen) ввів топоніміку як нове джерело для вивчення германської міфології, а Ф. Р. Шредер (нім. F. R. Shröder) поширив порівняльну міфологію на негерманські релігії. Цим шляхом пішов Жорж Дюмезіл, який зосередився на порівнянні скандинавської міфології насамперед з іншими індоєвропейськими міфологіями. Він також вивчав доісторичну соціологію протоіндоєвропейців, представивши свою теорію тристоронніх функцій (теоретично розроблену з 1920-х років). Внесок Яна де Вріса у вивчення скандинавської міфології також є значним. Його «Altgermanische Religionsgeschichte» (вперше опублікована в 1935 році і кілька разів переглянута з урахуванням досягнень науки) вважається обширним і досі актуальним дослідженням.
У XXI столітті авторка Аурелія Петрі (фр. Aurelia Petri) намагається по-новому підійти до скандинавських міфологічних поем, розглядаючи їх як духовний шлях. Її праця «Духовність скандинавських народів, пов'язана з езирським вогнищем» (фр. L'Enclos des Ases Spiritualité des Peuples Nordiques) (вперше опублікована у 2017 році) пропонує оригінальне дослідження давніх текстів.

## Космологія

### Створення світу
На початку всесвіт був поділений на дві частини, розділені великою прірвою, Гіннунгагап (позіхаюча порожнеча). З одного боку було світло і тепло, а перша частина складалася з вогню і була населена вогняними велетнями. Це царство називалося Муспельхейм, а його ватажком був Суртур (Чорний).
По той бік була холодна, туманна темрява, оскільки протилежна сторона складалася з льоду і морозу. Ця місцевість називалася Ніфлхайм. У цьому крижаному царстві жила первісна корова на ім'я Аудхумбла. Вона постійно лизала лід, який був її джерелом їжі. Злизуючи лід, вона звільняла крижаного велетня Іміра, який також харчувався від Аудхумбли, а саме її молоком. Якщо йому хотілося чогось гострішого, він підходив до краю прірви, піднімав руку так, щоб на ній висіла сажа з вогняного світу, і злизував її.
Так само Аудхумбла злизав з льоду й іншого велетня, Бурі. Цей первісний велетень є предком усіх велетнів і богів. Від нього також походить велетень Борр, який з велетнею Бестлою мав трьох синів: Одін, Вілі та Ве. Вони є першими трьома богами. Ці три сини Борра вбили Іміра, який перетворився на гігантську рослину, бо затуляв світло. Три брати забрали Іміра до первісної порожнечі і створили з його тіла світ, яким ми його знаємо. Його життєва сила (або кров) стала озерами і морями, земля постала з його плоті, а гори — з його кісток. Каміння і скелі утворилися з його зубів і уламків кісток. Його кров (море) скріпила світ. Три брати взяли його череп і зробили з нього небесну твердь. Його встановили над світом, і він освітлювався небесними світилами.
Люди були створені з дерева, яке сини Борра знайшли на березі моря. Вони були бездиханними, тому Одін дав їм дихання, життя і мову. Вілі дав їм свідомість і рухливість, а Ве — зовнішність і слух. Три боги також дали їм одяг та імена: Аск та Ембла. Аск був чоловіком, а Ембла — жінкою. Від них пішов рід людський.
Біфрост, веселка, — це міст, який створили боги. Він веде до неба і складається з полум'я. З цієї причини боги їздять по ньому на конях, окрім Тора: він мусить іти пішки, бо втратив свого коня. Тому він також повинен пройти через дві річки, щоб охолодити ноги перед тим, як потрапити на небо. Лише аси мають потрапити на небо, бо там, біля підніжжя Іггдрасіля, вони мають вершити правосуддя біля колодязя Урд.
Іггдрасіл — священне світове дерево: його гілки простягаються по всьому небу і за його межі. Тримають його на ногах три корені, лише один з яких спирається на світ. Це дерево життя населяють різноманітні магічні істоти, зокрема ельфи та дракони.

### Світобудова
Боги створили послідовно дев'ять світів:
- Асгард був володінням асів (богів), і в ньому також знаходиться Вальгалла.
- Ванахейм був володінням ванірів (богів).
- Мідгард був місцем проживання людей.
- Йотунхейм був володіннями велетнів (Тьєрса та Йотнара).
- Хельгейм — місце, куди потрапляють звичайні померлі люди.
- Альфхейм — місце, де спочатку жили всі ельфи.
- Свартальхейм — підземний світ, де живуть гноми і темні ельфи.
- Муспелл — світ вогню, де чекає Суртур.
- Ніфлхайм — темний, туманний світ.

Взаємозв'язок світів уявляється у вигляді дерева Іггдрасіл, в якому різні світи мають своє місце у просторі та часі. Зрештою, цей взаємозв'язок буде втрачено (у Рагнароці, одразу після часу Фімбульветра). Але потім він відновиться з новим світом.

### Боги

#### Роди
Боги поділяються на два роди: Асів (і Асиньйор) та Вани (Ванірів). Цей поділ стався, коли Одін, Вілі та Ве розійшлися різними шляхами. Вілі та Ве були задоволені творінням і хотіли мандрувати ним, проте Одін виявляє незгоду. Так з'явилися аси, послідовники Одіна, і ваніри, послідовники Вілі та Ве.

#### Типи
Існують також певні інші типи богів або сутностей. Наприклад, є Норни (богині долі), які прядуть павутину життя. Кожна нитка представляє чиєсь життя.
Валькірії утворюють інший тип. Вони є посланцями Одіна (іноді також вважаються його дочками). Вони служать Героям, які живуть у Вальгаллі. Це богині війни, які роз'їжджали на своїх колісницях під час битв, закликаючи воїнів.

#### Відомі боги
- Одін: Суверенний бог скандинавської міфології, бог переможної війни та поезії. Його називають «Всебатьком» (Alfödr), він є творцем землі і людства, а також батьком більшості богів. Люди бояться його гніву. Він мешкає у Валаск'яльфі, де знаходиться його трон — Хлідск'ярф (Hlidskjarf). Звідти він спостерігає за дев'ятьма світами. Найчастіше його зображують старим, бородатим і однооким. З ним асоціюються кілька предметів і тварин, таких як спис Гунгнір, круки Хугінн і Мунінн, два вовки Гері та Фрекі, а також восьминогий кінь Слейпнір.
- Фрігг: Богиня шлюбу, материнства, любові та домашнього мистецтва. Дружина Одіна і, як і її чоловік, знає майбутнє, але не відкриває його.
- Тор: Бог грому, жорстокий воїн, найлютіший ворог велетнів, яких він регулярно вбиває своїм знаменитим молотом Мьольнір. Завдяки силі Мьольніра Тор є одночасно богом війни та родючості.
- Локі: Бог обману, прийнятий серед асів. Хитрий і пустотливий, він є причиною багатьох нещасть серед богів, включаючи смерть Бальдра. Має силу перетворюватися на будь-яку живу істоту, що дозволяє йому досягати своїх цілей.
- Бальдр: Бог краси, молодості та світла, улюблений усіма, убитий підступом Локі та улюблений син Одіна.
- Фрейр: Бог життя і родючості. Його тотемні тварини - кабан і кінь. Два його атрибути — човен Skidbladnir та кабан Gullinborsti.
- Фрея: Богиня кохання, яка приймає половину воїнів, що загинули в бою, у свою фортецю Фолькванг, тоді як Одін приймає інших у свій Вальхьоль. Її часто зображують на колісниці, запряженій двома котами. Вона носить намисто Брісінгамен і має здатність перетворюватися на сокола.
- Тір: Бог клятв і справедливості, колись бог неба і, ймовірно, головний бог до того, як його затьмарили Одін і Тор.
- Ньйорд: Головний бог ванірів, бог достатку, вітру та моря. Він панує над Ноатун.
- Гель: Богиня підземного світу і дочка Локі, вона править Хельхеймом і Ніфльхеймом (Ніфльхель).
- Геймдалл: Бог-охоронець світу Асгарду. Його атрибути — кінь Гулльтоппр, ріг Гьяллархорн і меч Гофудх.

#### Імена в германській міфології
| Скандинавська міфологія | Германська міфологія |
| ----------------------- | -------------------- |
| Фрея (Фрьоя, Фрея)      | Фрія                 |
| Фрейр (Фрей)            | Фро                  |
| Фрігг                   | Фрія                 |
| Локі                    | Логе (Логен)         |
| Нйорд                   |                      |
| Один                    | Водан (Воден)        |
| Тор                     | Донар                |
| Тір                     | Тіваз                |

## Асатру та одінізм
Асатру та одінізм — це сучасні форми поклоніння божествам, засновані на норвезько-германській культурі та міфології. Ця релігія є формою язичництва, але ідею повернення до своїх нордичних коренів можна знайти в різних групах, від лівих і нью-ейдж до неонацистських угруповань. Асатру та інші форми скандинавського язичництва можна знайти в Скандинавії, Німеччині, Нідерландах, Бельгії, Англії та Північній Америці, серед інших місць.

## Релігійні практики
Поклоніння скандинавським богам були різноманітними. Великі статуї Тора, Одіна і Фрейра стояли у дивовижному храмі в Упсалі, Швеція, де також приносили людські жертви. У менших храмах жерці приносили жертви, особливо Тору і Фрейру. Пошану виявляли і менш драматичними способами: жертвоприношення робили священним лісам, скелям чи камінню, які вважалися оселями богів-охоронців. Ці жертвоприношення зазвичай складалися з їжі. Прості вівтарі, складені з каміння, також будували на відкритому повітрі. Храми часто були досить простими. Люди також обирали природні священні місця, такі як Хельгафелл (Свята гора) у Західній Ісландії. Торольф Мостур-Борода, побожний послідовник Тора, говорив, що ця гора настільки священна, що ніхто не може дивитися на неї невмитим і жодна жива істота не постраждає там. Той же Торольф дотримувався поширеного звичаю, викидаючи дерев'яні стійки свого високого сидіння за борт, коли його корабель наближався до Ірландії. Таким чином Тор міг привести його до місця, яке стане його домівкою. Торольф вважав це місце, вказане Тором, священним, і нікому не дозволялося оскверняти його кров'ю. Також відомо, що в Німеччині є село Вольфгангель, назване на честь захисної руни, а в Бельгії, поблизу Дінанта, є сади Фрейр, названі на честь скандинавського бога.